# Partido Conservador do Canadá
O Partido Conservador do Canadá (em inglês: Conservative Party of Canada, CPC; em francês: Parti Conservateur du Canada, PCC) é um dos maiores partidos políticos do Canadá, tendo sido fundado em 2003, resultante da fusão entre o Partido Progressista Conservador do Canadá e a Aliança Canadiana, sendo este último o sucessor do Partido Reformista do Canadá. No espectro político convencional, está entre a centro-direita e a direita, acolhendo diferentes vertentes do conservadorismo.
O Partido Conservador é o descendente de diversos partidos conservadores e de direita que existiram ao longo da história no Canadá, como o Partido Conservador do Canadá que durou até 1942 e liderou diversos governos nacionais. A partir de 1942, o partido de direita de maior relevância passou a ser o Partido Progressista Conservador do Canadá, que chegou, pela primeira vez, à liderança do governo canadiano em 1957 e, a partir daí, liderou diversos governos até o início da década de 1990. Em 1993, os históricos conservadores progressistas sofreram uma grave derrota diante do forte desempenho do Partido Reformista do Canadá nas eleições. Em 2003, os dois partidos se uniram, dando origem ao atual Partido Conservador.
De 2006 a 2015, enquanto líder do governo, o PCC reduziu impostos sobre vendas e impostos comerciais, equilibrou o orçamento nacional, criou a conta de poupança livre de impostos e o Benefício Universal de Assistência à Criança. Nas políticas socioculturais, eliminou o direito ao registro de armas longas, introduziu penas mínimas obrigatórias para crimes violentos, aumentou a idade de consentimento para 16 anos, permitiu a construção de vários oleodutos e retirou o Canadá do Protocolo de Quioto. Também nomeou vários senadores eleitos, apoiou Israel, negociou o Acordo Integral de Economia e Comércio e a Parceria Transpacífica.
Liderado por Stephen Harper, o PCC rapidamente se tornou influente na política canadiana e chegou ao poder em 2006, apenas 3 anos depois de sua fundação. Em 2011, conseguiu formar governo maioritário mas voltou à oposição ao sofrer uma clara derrota frente ao forte ressurgimento do Partido Liberal do Canadá em 2015, o que levou à demissão de Stephen Harper.

## Ideologia
O Partido Conservador histórico identificou-se fortemente com o Império Britânico e teve como objetivo moldar as instituições políticas canadianas depois que as políticas britânicas se opuseram ao Partido Liberal que favorecia o nacionalismo canadiano e a independência política da Grã-Bretanha, bem como políticas econômicas continentalistas, como livre comércio e maior integração com os EUA, em vez de maiores laços políticos e econômicos com o Império Britânico e depois com a Comunidade das Nações. A reversão ocorreu sob a direção de Brian Mulroney, quando o partido enfatizou as forças do mercado na economia e alcançou um marco no acordo de livre comércio com os EUA em 1988.
Sendo relativamente jovem e tendo uma herança política e história mista, o Partido Conservador atual é frequentemente descrito como um "partido pega-tudo", abrangendo membros e eleitores com uma variedade de filosofias, ideias e posições, embora esteja entre a centro-direita e a direita no espectro político. No geral, é definido como praticante do modelo canadiano de conservadorismo e conservadorismo fiscal. Outras facções menores do partido são descritas por comentaristas da mídia como conservadoras liberais, socialmente conservadoras, populistas de direita e conservadoras libertárias.
Buscando estabelecer uma plataforma coesa após sua criação, declarou que suas filosofias e princípios fundamentais são responsabilidade fiscal, defesa dos direitos e liberdades individuais, monarquismo constitucional, parlamentarismo, democracia, apoio às forças de defesa nacional, à lei e ordem, às tradições do Canadá e ao tratamento igual para todos os cidadãos.
O partido quer manter o "balanço fiscal" que introduziu em seu orçamento de 2007 (quando liderou o governo) e eliminar a dívida nacional. Além disso, oferece suporte a simplificação de códigos tributários, controles sobre gastos governamentais e reduções de impostos pessoais e empresariais. Também apoia a abolição do imposto sobre emissões de carbono. Em sua convenção de março de 2021, os delegados votaram 54% a 46% para rejeitar uma proposta de expandir as políticas de combate a mudanças climáticas existentes do partido para incluir uma declaração de que as mudanças climáticas são reais, proclamar que os conservadores estão "dispostos a agir" sobre a questão e pedir por mais inovações na tecnologia ambiental.
O PCC é a favor do envolvimento do Canadá na OTAN e nos acordos comerciais internacionais, incluindo o acordo CANZUK que permitiria a mobilização de bens, comércio e pessoas entre Canadá, Austrália, Nova Zelândia e Reino Unido. Também é amistoso com Israel, com certos membros  seus tendo apoiado a mudança da embaixada do Canadá de Tel Aviv para Jerusalém e a suspensão da contribuição do Canadá para a Agência das Nações Unidas de Assistência aos Refugiados da Palestina no Próximo Oriente. Por outro lado, é crítico de países como Rússia, Coreia do Norte, Irã e China, chegando a defender uma postura dura contra o Partido Comunista Chinês e prometer que impediria que a China entrasse nas redes 5G do Canadá. Ademais, pede ao Canadá que incentive outras nações ocidentais a impedirem que corporações apoiadas pelo governo chinês acessem e assumam o controle de importantes infraestruturas relacionadas a mídia, energia, internet, defesa e segurança.
Atualmente, o PCC pede um sistema de imigração que encoraje a imigração baseada no mérito e a atração de trabalhadores qualificados que impulsionem a economia, ao mesmo tempo que não tolera a imigração clandestina e exige que os imigrantes falem inglês ou francês. Seus membros também querem agilizar o processo de concessão de cidadania a crianças nascidas no exterior adotadas por cidadãos canadianos, acelerar a validação de pedidos de refúgio e ajudar minorias perseguidas, garantindo que aqueles que não cumprem o status de refugiado sejam escoltados para fora do o país. Também propõe a eliminação da cidadania por nascimento, a menos que um dos pais de uma criança nascida no Canadá tenha residência permanente ou cidadania canadiana.
Às vezes, o PCC é considerado pelo seus críticos como sendo semelhante ao Partido Republicano dos EUA e ao Partido Conservador do Reino Unido, mesmo que existam diferenças em muitas questões e os partidos só estejam alinhados com a participação no fórum internacional de partidos conservadores, a União Internacional da Democracia.

### Programa partidário e políticas
Desde 2013, as políticas do partido passaram a incluir:
- Bilinguismo;
- Multiculturalismo;
- Gestão de suprimentos para determinadas indústrias agrícolas;
- Extração de petróleo;
- Livre-comércio;
- Direito de possuir propriedade privada;
- Aumento dos os gastos militares para 2% do PIB;
- Formação do CANZUK e filiação ao mesmo;
- Participação na OTAN;
- Participação na ONU;
- Fim da ajuda ao financiamento de aborto internacionalmente;
- Apoio a Israel;
- Formação do senado por meio de eleição;
- Descentralização;
- Federalismo;
- Monarquismo constitucional;
- Saúde pública;
- Pensões públicas;
- Serviços governamentais simplificados;
- Legislação orçamentária equilibrada;
- Reembolso da dívida;
- Redução de subsídios para empresas;
- Direito de indivíduos licenciados a possuir armas de fogo;
- Pena mínima obrigatória para crimes violentos;
- Liberdade aos deputados para votarem no aborto como quiserem;
- Oposição ao suicídio assistido;
- Simplificação tributária;
- Redução de impostos de renda;
- Redução de impostos comerciais;
- Redução de impostos sobre ganhos de capital;
- Oposição à taxa sobre emissão de carbono.

### Facções internas
Historicamente, o partido é divido em duas grandes facções principais que datam da fundação do Canadá:
- Blue Tory: facção dos "conservadores azuis"; conservadores liberalistas que tendem a defender a devolução do poder federal aos governos provinciais, a reforma das instituições políticas (com base em um modelo inspirado pela Austrália e pelos EUA), um papel reduzido para o governo na economia,[6] a redução de impostos, a autoconfiança, a responsabilidade individual e as liberdades pessoais, portanto, não sendo necessariamente favoráveis ao conservadorismo social, apesar de membros como o ex-primeiro-ministro Stephen Harper serem.[6][34] Muitos parlamentares do PCC apoiam a união homoafetiva e se comprometeram a defender os direitos LGBT+,[35][36] além da própria liderança do partido apoiar a mudança da lei para permitir que homossexuais doem sangue.[37] São considerados representantes desta ala o ex-primeiro-ministro Stephen Harper e o primeiro-ministro de Ontário, Mike Harris;
- Red Tory: facção dos "conservadores vermelhos"; defensores do Estado de bem-estar social, do paternalismo, do comunitarismo e do multiculturalismo, advogando por um liberalismo econômico moderado. Opõem-se a acordos de livre comércio com os EUA e enfatizam a importância da Comunidade das Nações, tendendo a ser anglófilos.[38] São herdeiros da ala mais influente do antigo Partido Progressista Conservador, defendida pelos antigos primeiros-ministros Sir John A. Macdonald, Sir Robert Borden, John Diefenbaker, Robert Stanfield e Joe Clark. São considerados representantes desta ala os ex-primeiros-ministros de Alberta, Ed Stelmach e Allison Redford.

Uma outra facção menor é intitulada de:
- Pink Tory: facção dos "conservadores rosa"; mais culturalmente liberais, eles são defensores da união homoafetiva e do direito ao aborto. São considerados representantes desta ala do ex-primeiro-ministro de Ontário, Bill Davis, e o ex-candidato a primeiro-ministro Ernie Eves.[39]

## Resultados Eleitorais

### Eleições legislativas
| Data | Líder          | Cl. | Votos     | %           | +/-  | Deputados | +/- | Status              |
| ---- | -------------- | --- | --------- | ----------- | ---- | --------- | --- | ------------------- |
| 2004 | Stephen Harper | 2.º | 4,019,498 | 29,63 / 100 | 8,05 | 99 / 308  | 21  | Oposição oficial    |
| 2006 | Stephen Harper | 1.º | 5,374,071 | 36,27 / 100 | 6,64 | 124 / 308 | 25  | Governo minoritário |
| 2008 | Stephen Harper | 1.º | 5,209,069 | 37,65 / 100 | 1,38 | 143 / 308 | 19  | Governo minoritário |
| 2011 | Stephen Harper | 1.º | 5,832,401 | 39,62 / 100 | 1,97 | 166 / 308 | 23  | Governo maioritário |
| 2015 | Stephen Harper | 2.º | 5,613,633 | 31,91 / 100 | 7,71 | 99 / 338  | 67  | Oposição oficial    |
| 2019 | Andrew Scheer  | 2.º | 6,239,227 | 34,34 / 100 | 2,52 | 121 / 338 | 22  | Oposição oficial    |
| 2021 | Erin O'Toole   | 2.º | 5,747,410 | 33,74 / 100 | 0,60 | 119 / 338 | 2   | Oposição oficial    |